# Lijst van correspondentieschakers
Wereldwijd wordt op diverse niveaus en door veel personen het schaken beoefend. Deze lijst van correspondentieschakers bevat personen die op een hoog niveau het correspondentieschaken beoefenen of hebben beoefend. Als indicatie voor 'hoog niveau' geldt voor Nederlandse en Belgische schakers een ICCF-rating van minimaal 2300 (mannen) of 2100 (vrouwen).
Zie ook: 
- Lijst van winnaars van het wereldkampioenschap correspondentieschaak
- Lijst van Nederlandse kampioenen correspondentieschaak
- Lijst van bekende schakers
- Lijst van bekende Nederlandse en Belgische schakers
- Lijst van winnaars van het wereldkampioenschap schaken
- Lijst van sterkste schakers
- Lijst van schaakmachines
- Categorie:Schaaktoernooi

Voor een overzicht van schakers naar nationaliteit, zie Categorie:Schaker naar nationaliteit. 
Bij schakers die een internationale correspondentieschaaktitel hebben staat deze vermeld, waarbij

GMc = internationaal grootmeester correspondentieschaken
SIMc = senior internationaal meester correspondentieschaken
IMc = internationaal meester correspondentieschaken
LGMc = vrouwelijke internationaal grootmeester correspondentieschaken
LIMc = vrouwelijke internationaal meester correspondentieschaken
WKc = (huidig of voormalig) wereldkampioen correspondentieschaken

## Nederlandse en Belgische correspondentieschakers
- Cees Auwerda . . (Nederland )
- Carel van den Berg . . (Nederland 1924 - 1971)
- Hans ten Berge . .  (Nederland )
- Josef Boey . .  (België) . .  GMc
- Peter Boll . .  (Nederland  ) . .  GMc
- Hans Bouwmeester . . (Nederland 1929) . .  GMc
- Guido den Broeder . . (Nederland 1957)
- Alessandro di Bucchianico . . (Nederland 1962)
- Twan Burg . . (Nederland 1990) . . SIMc
- Philippe Dusart . . (België) . . SIMc
- Max Euwe . .  (Nederland 1901 - 1981) . .  GM
- Wim Eveleens . . (Nederland  )
- Dick van Geet . .  (Nederland 1932 - 2012) . .  GMc
- Marc Geenen . .  (België) . .  GMc
- Carol-Peter Gouw . . (Nederland 1961) . .  GMc
- Adri de Groot . . (Nederland) . . SIMc
- Henk Hage . . (Nederland 1943) . . IMc
- Jan Helsloot . . (Nederland 1960) . . IMc
- David van der Hoeven . .  (Nederland 1969) . .  GMc
- Leo Hofland . . (Nederland 1954) . .  IM
- Arend Hotting . . (Nederland) . . SIMc
- Piet van der Houwen  . . (Nederland  ) . . SIMc
- Albert Huisman . .  (Nederland  )
- Abram Idema . . (Nederland  ) . .  GMc
- Alberic O'Kelly de Galway . .  (België 1911 - 1980) . . GM
- Joop Kolenbrander . .  (Nederland 1944)
- Haije Kramer . . (Nederland 1917 - 2004) . .  GMc
- Jacques Kuiper . . (Nederland) . . GMc
- Piet de Laat . . (Nederland  )
- Ron Langeveld . .  (Nederland  ) . . GMc
- Etienne van Leeuwen . . (België) . . SIMc
- Valeer Maes . . (België) . . GMc
- Rudolf Maliangkay . .  (Nederland  )  . . GMc
- Hein Meddeler . . (Nederland 1911 - 1990)
- Walter Mooij . . (Nederland) . . SIMc
- Henk Mostert . .  (Nederland 1925 - 2002)
- Kor Mulder van Leens Dijkstra . . (Nederland 1917 - 1989) . . GMc
- Joop van Oosterom . . (Nederland 1937 - 2016) . . GMc, WKc
- Alex van Osmael . . (Nederland) . . SIMc
- A. den Ouden . . (Nederland  ) . . GMc
- Ronald Overveld . . (Nederland  )
- Christophe Pauwels . . (België) . . SIMc
- Gerard van Perlo . . (Nederland  ) . . GMc
- Dietmar Pillhock . .  (Nederland  ) . . SIMc
- Rudi Planta . .  (Nederland  ) . . IMc
- Bas van de Plassche . .  (Nederland  )
- Michiel Plomp . .  (Nederland  ) . .  GMc
- Evert Poel . .  (Nederland  )
- Richard Polaczek . . (België 1965) . . GMc
- René Raijmaekers . . (Nederland) . . SIMc
- Ronald Ritsema . . (Nederland) . . IMc
- Hendrik Sarink . . (Nederland  )  . . GMc
- Hennie Schaper . . (Nederland  )
- Marc J.P.G. Schroeder . . (Nederland ) . . SIMc
- Piet Seewald . .  (Nederland  ) . .  GMc
- Dick Smit . .  (Nederland  ) . . GMc
- Hein van de Spek . . (Nederland  )
- Ernst Hendrik Sprenger . .(Nederland 1927-2008 ) . . SIMc
- Jaap Staal . . (Nederland  ) . . IMc
- Antoon Stuart . . (Nederland  )
- Bram van der Tak . . (Nederland  ) . . IMc
- Louk Tazelaar . . (Nederland ) . . SIMc
- Henk Temmink  . .  (Nederland  ) . . IMc
- Gert Timmerman . . (Nederland 1956) . .  GMc, WKc
- Boris Tsoukkerman . . (Nederland) . . SIMc
- Hans van Unen . . (Nederland) . . SIMc
- Boni Vandermeulen . . (België) . . SIMc
- Hans Veen . . (België) . . SIMc
- Jan van der Veen . .  (Nederland  )
- Jef Verwoert . .  (Nederland  )
- Jeroen Vuurboom . .  (Nederland  )
- Ronald Weyerstrass . . (Nederland  )  . . IMc
- Tjalling Wiersma . . (Nederland) . . GMc

## Toppers uit andere landen
- Romanas Arlauskas  . . (Litouwen 1917) . .  GMc
- Erik Bang . . (Denemarken 1944) . .  GMc
- Fritz Baumbach . . (Duitsland 1935) . .  GMc
- Hans Berliner . . (USA 1929) . .  GMc
- Ivar Bern . . (Noorwegen 1967) . .  GMc
- Georgy Borisenko . . (USSR 1922) . .  GMc
- Ove Ekebjærg . . (Denemarken 1936) . .  GMc
- Jacob Estrin . . (USSR 1923 - 1987) . .  GMc
- Gottardo Gottardi . . (Zwitserland) . .  GMc
- Tunç Hamarat . . (Oostenrijk 1946) . .  GMc
- Hermann Heemsoth . . (Duitsland 1909 - 2006) . .  GMc
- Frank Hovde . . (Noorwegen 1959) . .  GMc
- Jean Hebert . . (Canada) . .  GMc
- Valentin Iotov . . (Bulgarije 1988) . . GMc
- Mario Napolitano . . (Italië 1910 - 1995) . .  GMc
- Michail Oemanski . . (USSR 1952 - 2010) . .  GMc
- Tõnu Õim . . (Estland 1941) . . GMc
- Victor Palciauskas . . (USA 1941) . .
- Jonathan Penrose . . (Engeland 1933) . .  GMc
- Cecil Purdy . . (Australië 1906 - 1979) . . GMc
- Vjatsjeslav Ragozin . . (USSR 1908 - 1962) . . GMc
- Eros Riccio . . (Italië 1977) . .  GMc
- Horst Rittner . . (Duitsland 1930) . .  GMc
- Grigori Sanakojev . . (USSR 1935) . . GMc
- Zoltan Sarosy . . (Hongarije 1906) . . IMc
- Jørn Sloth . . (Denemarken 1944) . .  GMc
- Achim Soltau . . (Duitsland 1938) . .  GMc
- Terje Wibe . . (Noorwegen 1947) . .  GMc
- Vladimir Zagorovsky . . (USSR 1925 - 1994) . .  GMc

## Externe koppelingen
- ICCF Online rating search, www.iccf-webchess.com
- Grandmasters - November 2012, www.iccf.com